# Mpumalanga
Mpumalanga är en provins i östra Sydafrika med en yta på 79 490 km² och omkring 3,6 miljoner invånare (2007). Den gränsar i norr till Limpopoprovinsen, i väst till Fristatsprovinsen och Gauteng, i söder till KwaZulu-Natal, samt i öst till Swaziland och Moçambique. Huvudstad är Nelspruit; andra viktiga städer är Barberton och Piet Retief. Mpumalanga ingick fram till 1994 i Transvaalprovinsen och kallades fram till 24 augusti 1995 för Östra Transvaalprovinsen (Eastern Transvaal).

## Natur

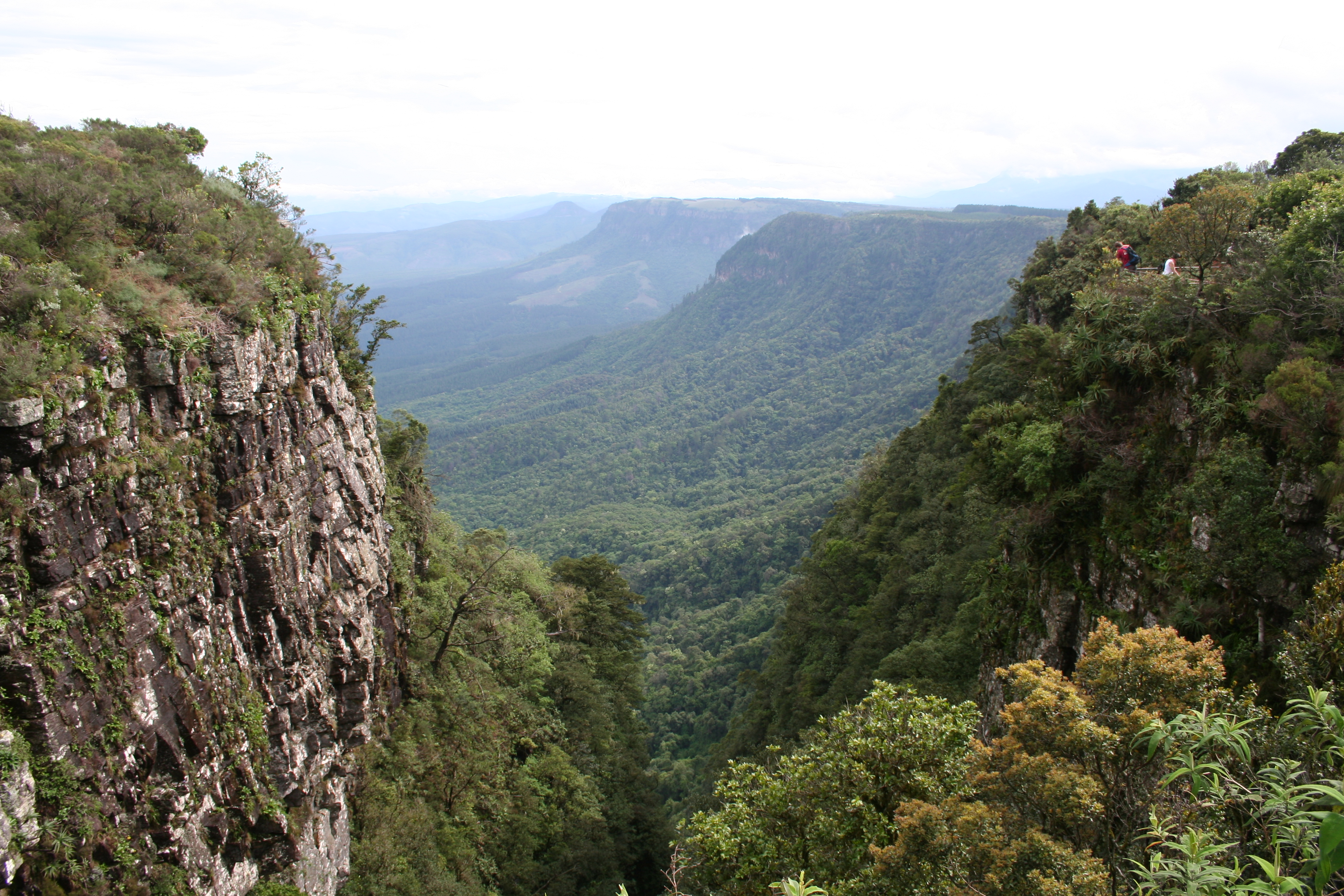
"God's Window"

Mpumalanga ligger i huvudsak på den sydafrikanska högplatån, 1 000-1 500 meter över havet. Platån är gräsbevuxen och har inlandsklimat. I nordöst möter den bergen med sina stupande bergväggar. Från randbergen stupar platån brant ner mot öst till Lowveld, ett landområde på 150-200 meter över havet, där subtropiskt klimat råder. Den södra delen av Kruger nationalpark ligger i provinsen.

## Befolkning
En stor del av provinsens befolkning lever i fattigdom och andelen analfabeter är stor. Befolkningstillväxten ligger över landsgenomsnittet. Siswati är det viktigaste språket.

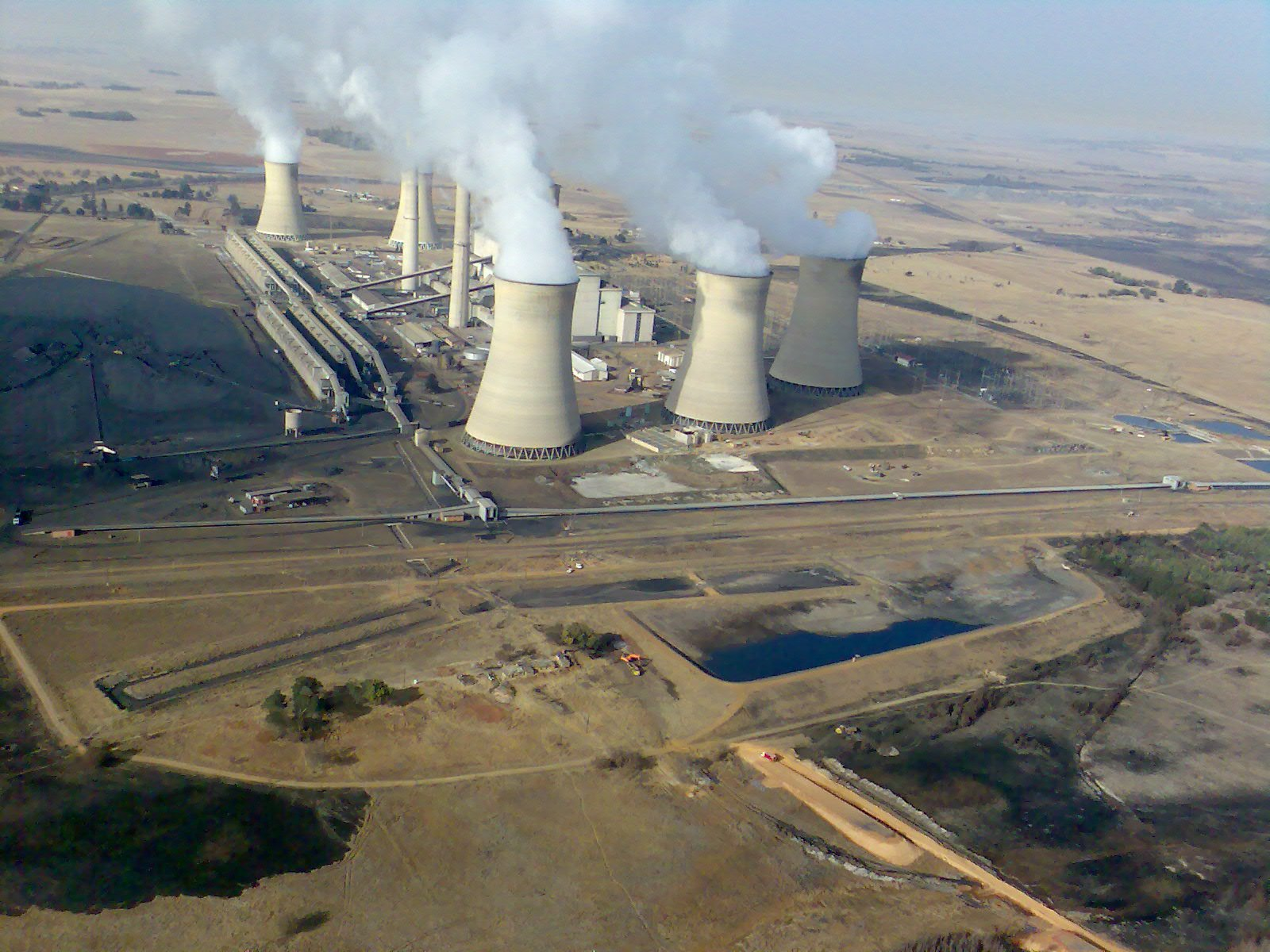
Kolkraftverk i Middelburg

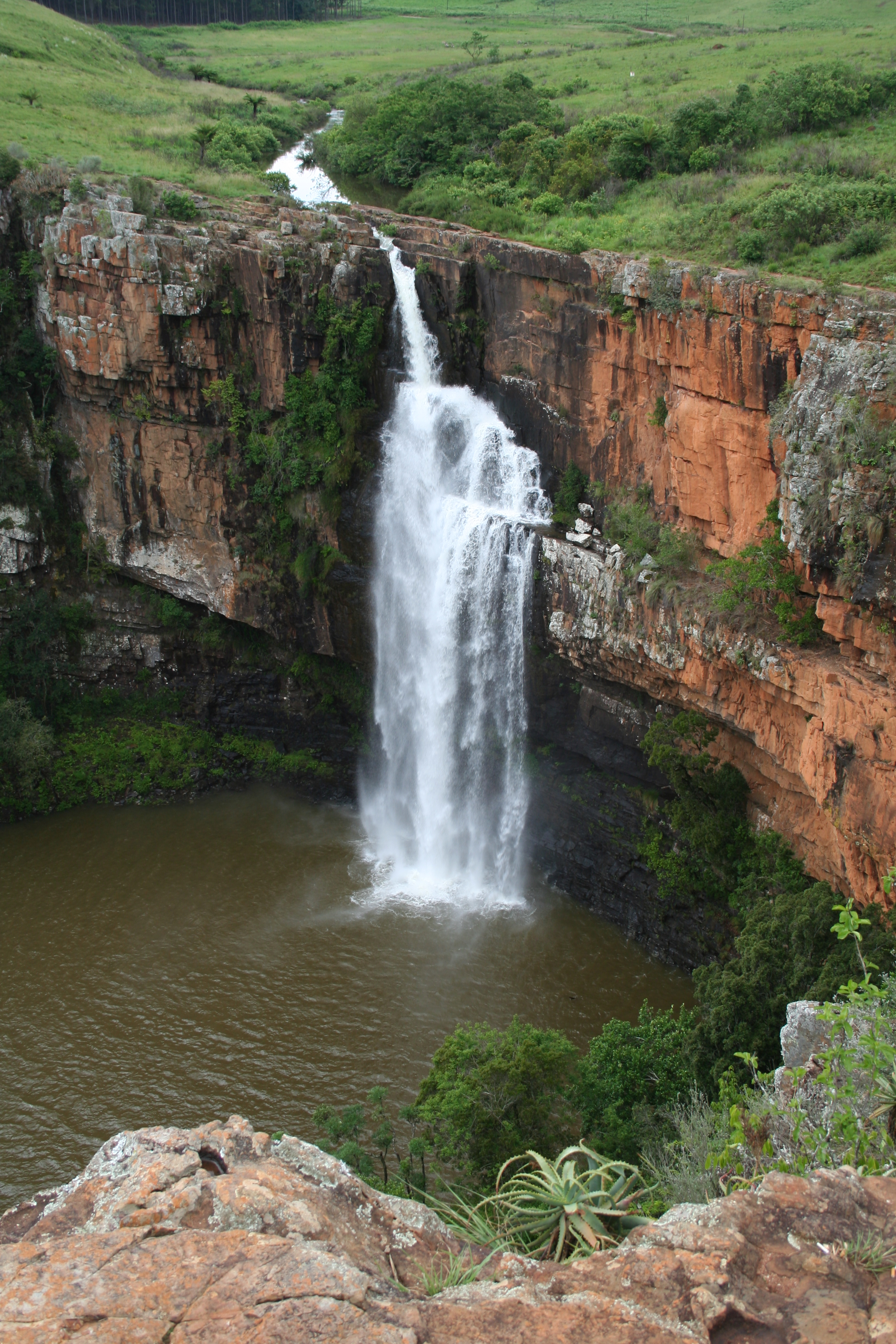
Berlin Falls

## Näringsliv
Bland näringar märks utvinning av kol (där Witbank är centrum för framställningen i Sydafrika) och olja ur kol (främst vid Secunda) samt tillverkning av papper, stål och vanadium. Här ligger också flera stora kolkraftverk, vilka har orsakat betydande luftföroreningar. Inom jordbruket produceras stora mängder citrusfrukter, främst runt Nelspruit, samt andra subtropiska frukter och grönsaker. Turismen, som är centrerad kring Krugerparken, är en annan viktig näring.

## Administrativ indelning
Mpumalangaprovinsen är indelad i tre distrikt som i sin tur är indelade i 17 kommuner:
| - Gert Sibande - Albert Luthuli - Msukaligwa - Mkhondo - Pixley Ka seme - Lekwa - Dipaleseng - Govan Mbeki | - Nkangala - Victor Khanye - Emalahleni - Steve Tshwete - Emakhazeni (tidigare Highlands) - Thembisile - Dr JS Moroka | - Ehlanzeni - Thaba Chweu - Mbombela - Umjindi - Nkomazi - Bushbruckridge |